# Porzuna
Porzuna ist eine Gemeinde mit 3.516 Einwohnern (Stand: 2024) in der spanischen Provinz Ciudad Real der Autonomen Region Kastilien-La Mancha.

## Lage
Porzuna befindet sich etwa 30 Kilometer nordwestlich von Ciudad Real in einer Höhe von ca. 645 m. Sie gehört zur  Sierra de Malagón und zu den Montes de Toledo. Im Gemeindegebiet befindet sich ein Großteil des Vulkangebiets von Campo de Calatrava.

## Bevölkerungsentwicklung
| Jahr      | 1970 | 1981 | 1991 | 2001 | 2011 | 2021 |
| Einwohner | 5999 | 5159 | 3868 | 3876 | 4056 | 3495 |

## Sehenswürdigkeiten
- Conjunto volcánico del Cerro de los Santos, 84 Hektar großes vulkanisches Areal, das als Naturdenkmal ausgewiesen ist

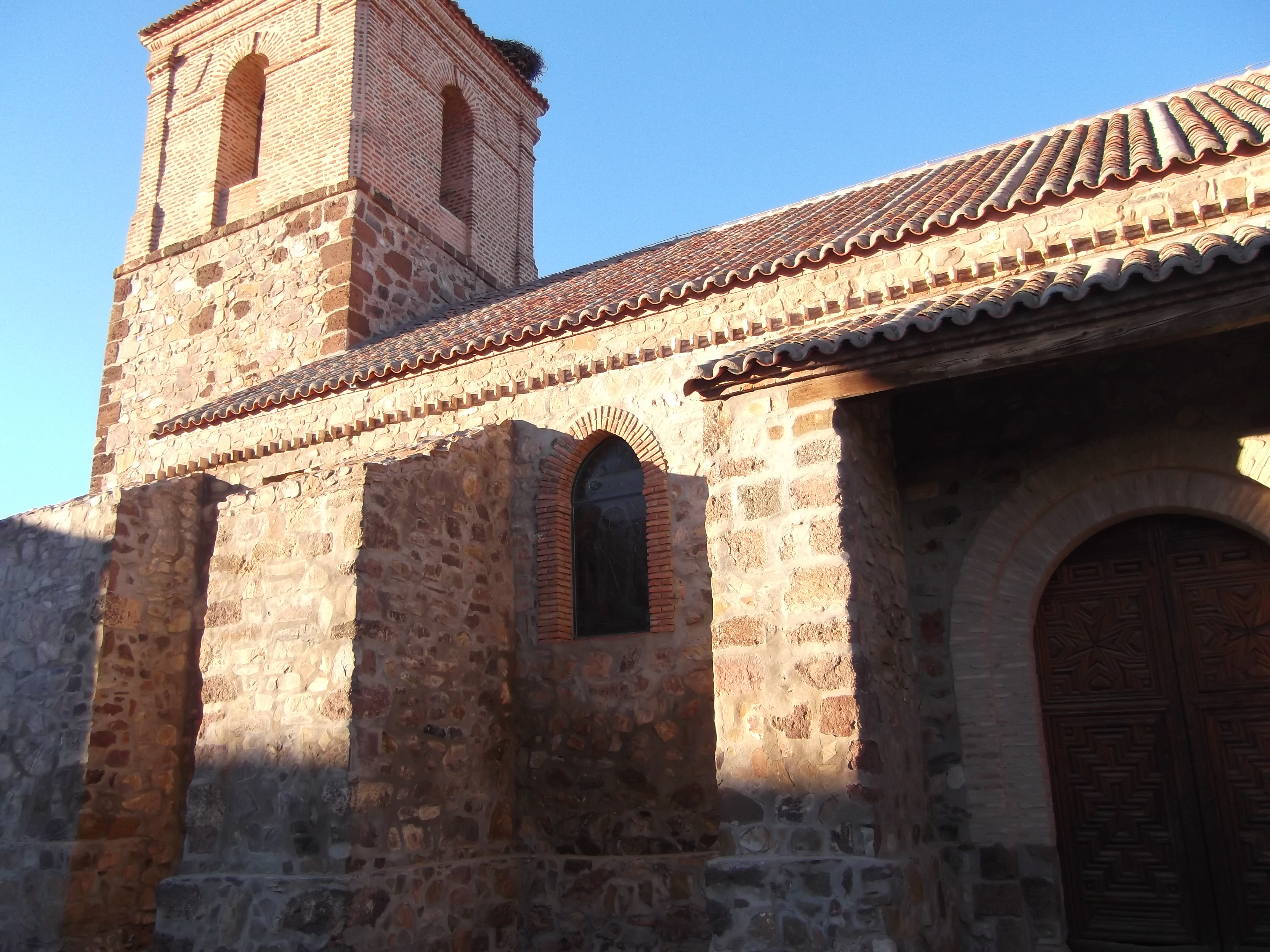
Sebastianuskirche
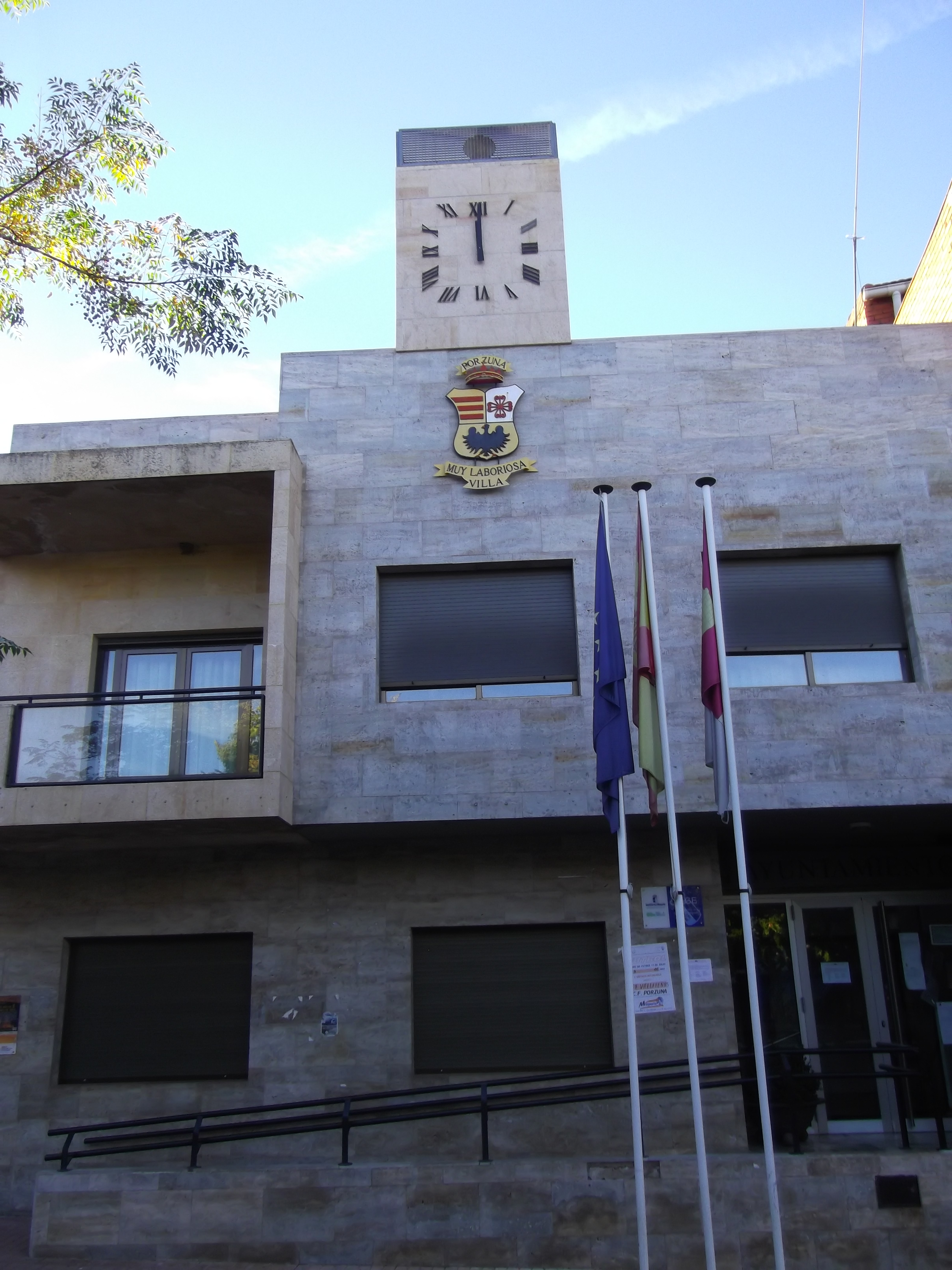
Rathaus

- Botanisches Museum
- Heimatmuseum

- Sebastianuskirche
- Rathaus